# بادی رز
بادی رز (انگلیسی: Buddy Rose; ۲۷ نوامبر ۱۹۵۲ – ۲۸ آوریل ۲۰۰۹) کشتی‌گیر کشتی حرفه‌ای اهل ایالات متحده آمریکا بود.